# Monument la mormântul comun al ostașilor căzuți în 1944 (Varnița)
Monumentul la mormântul comun al ostașilor căzuți în 1944 este un monument amplasat pe str. Sovetskaia, 28 în Varnița, raionul Anenii Noi, Republica Moldova. Este un monument istoric de importanță națională inclus în Registrul monumentelor Republicii Moldova ocrotite de stat cu nr. 36 (municipiul Tighina).